# Skeletons
«Skeletons» — пісня співачки Dihaj для конкурсу  Євробачення 2017 в Києві, Україна. Була виконана в першому півфіналі Євробачення, 9 травня, та пройшла до фіналу. У фіналі, 13 травня, була виконана під номером 12, за результатами голосування отримала від телеглядачів та професійного журі 120 балів, посівши 14 місце.

## Список композицій
| Digital download | Digital download              | Digital download |
| #                | Назва                         | Тривалість       |
| ---------------- | ----------------------------- | ---------------- |
| 1.               | «Skeletons»                   | 2:59             |
| 2.               | «Skeletons» (Karaoke Version) | 2:59             |